# Sommer-Paralympics 2020/5er-Fußball
| Medaillenspiegel 5er-Fußball | Medaillenspiegel 5er-Fußball |
| Platz                        | Land                         |
| ---------------------------- | ---------------------------- |
| Gold                         | Brasilien                    |
| Silber                       | Argentinien                  |
| Bronze                       | Marokko                      |

Bei den Sommer-Paralympics 2020 in Tokio wurden in einem Wettbewerb im 5er-Fußball Medaillen vergeben. Das Finale fand am 5. September 2020 im Seaside Park Stadium in Shinagawa statt.

## Klassifizierung
Das Internationale Paralympische Komitee unterscheidet beim 5er- oder Blindenfußball in 3 Klassen – B1, B2 und B3. In jedem Spiel treten zwei Mannschaften mit je 4 Feldspielern, einem Torwart und fünf Auswechselspielern an. Die Feldspieler müssen blind sein oder an einer Sehbehinderung leiden. Zur Chancengleichheit tragen alle Spieler eine Augenbinde. Der Torwart darf sehen und trägt keine Augenbinde. Hinter dem gegnerischen Tor besitzt jede Mannschaft einen Mitspieler, der durch Zurufe beim Zielen hilft. Der Ball macht bei Bewegungen Geräusche, um seine Position besser bestimmen zu können. Gespielt werden zwei Halbzeiten zu je 25 Minuten. Bei Gleichstand folgt ein Strafstoßschießen.

## Qualifikation
An den Qualifikationsspielen, die von der International Blind Sports Federation (IBSA) ausgetragen wurden, traten acht Männermannschaften an, die in 2 Gruppen aufgeteilt wurden. Frauen-Teams nahmen nicht teil.
Jede beteiligte Nation durfte ein Team entsenden, das aus acht Feldspielern und zwei Torhütern bestand – die Torhüter zählen bei der erlaubten Spieleranzahl von 64 Athleten nicht mit. Sie können jedoch, wie auch andere nichtbehinderte Helfer, Medaillen gewinnen.
| Turnier                       | Datum                           | Austragungsort       | Anzahl         | Teilnehmer         |
| ----------------------------- | ------------------------------- | -------------------- | -------------- | ------------------ |
| Gastgeber                     | Gastgeber                       | Gastgeber            | 1              | Japan              |
| IBSA Weltmeisterschaft 2018   | 5.–16. Juni 2018                | Madrid, Spanien      | 1              | Brasilien          |
| Parapan-Amerikaspiele 2019    | 2.–10. Juni 2019                | São Paulo, Brasilien | 1              | Argentinien        |
| IBSA-Europameisterschaft 2019 | 15.–24. September 2019          | Rom, Italien         | 2              | Frankreich Spanien |
| IBSA Asienmeisterschaft 2019  | 30. September – 6. Oktober 2019 | Pattaya, Thailand    | 2              | Iran China         |
| IBSA Afrikameisterschaft      | 22. November – 1. Dezember 2019 | Enugu, Nigeria       | 1              | Marokko            |
| Gesamte Teilnehmer            | Gesamte Teilnehmer              | Gesamte Teilnehmer   | 8 Mannschaften | 8 Mannschaften     |

## Vorrunde
Die Gruppenauslosung erfolgte am 14. Juni 2021 in Tokio.

### Gruppe A
| Pl. | Land       | Sp. | S | U | N | Tore    | Diff. | Punkte |
| --- | ---------- | --- | - | - | - | ------- | ----- | ------ |
| 1. | Brasilien  | 3   | 3 | 0 | 0 | 011:000 | +11   | 09     |
| 2. | China      | 3   | 2 | 0 | 1 | 003:300 | ±0    | 06     |
| 3. | Japan      | 3   | 1 | 0 | 2 | 004:600 | −2    | 03     |
| 4. | Frankreich | 3   | 0 | 0 | 3 | 000:900 | −9    | 0      |
| Abkürzungen: Pl. = Platz, Sp = Spiele, S = Siege, U = Unentschieden, N = Niederlagen Erläuterungen: Spiele um den 1. bis 4. Platz, Spiel um den 5. Platz, Spiel um den 7. Platz |            |     |   |   |   |         |       |        |

|                                                                                          |   |            |           |
| So., 29. August 2021, 9:00 Uhr (2:00 Uhr MESZ)                                           |   |            |           |
| Japan                                                                                    | – | Frankreich | 4:0 (3:0) |
| Tore: 1:0 Kuroda (4.), 2:0 Kuroda (9.), 3:0 Kawamura (19.), 4:0 Kawamura (27., Elfmeter) |   |            |           |
| So., 29. August 2021, 11:30 Uhr (4:30 Uhr MESZ)                                          |   |            |           |
| Brasilien                                                                                | – | China      | 3:0 (2:0) |
| Tore: 1:0 Mendes (15.), 2:0 Reis (25., Elfmeter), 3:0 Mendes (36.)                       |   |            |           |
| Mo., 30. August 2021, 9:00 Uhr (2:00 Uhr MESZ)                                           |   |            |           |
| China                                                                                    | – | Frankreich | 1:0 (0:0) |
| Tore: 1:0 Zhu Ruiming (37.)                                                              |   |            |           |
| Mo., 30. August 2021, 11:30 Uhr (4:30 Uhr MESZ)                                          |   |            |           |
| Brasilien                                                                                | – | Japan      | 4:0 (2:0) |
| Tore: 1:0 Mendes (5.), 2:0 Tiago da Silva (25.), 3:0 Alves (36.), 4:0 Alves (39.)        |   |            |           |
| Di., 31. August 2021, 9:00 Uhr (2:00 Uhr MESZ)                                           |   |            |           |
| Japan                                                                                    | – | China      | 0:2 (0:2) |
| Tore: 0:1 Zhu Ruiming (12.), 0:2 Zhu Ruiming (18.)                                       |   |            |           |
| Di., 31. August 2021, 11:30 Uhr (4:30 Uhr MESZ)                                          |   |            |           |
| Frankreich                                                                               | – | Brasilien  | 0:4 (0:1) |
| Tore: 0:1 Mendes (16.), 0:2 Mendes (26., Elfmeter), 0:3 Soares (35.), 0:4 Soares (39.)   |   |            |           |

### Gruppe B
| Pl. | Land        | Sp. | S | U | N | Tore    | Diff. | Punkte |
| --- | ----------- | --- | - | - | - | ------- | ----- | ------ |
| 1. | Argentinien | 3   | 3 | 0 | 0 | 007:100 | +6    | 09     |
| 2. | Marokko     | 3   | 1 | 1 | 1 | 004:300 | +1    | 04     |
| 3. | Spanien     | 3   | 1 | 1 | 1 | 002:300 | −1    | 04     |
| 4. | Thailand    | 3   | 0 | 0 | 3 | 000:600 | −6    | 0      |
| Abkürzungen: Pl. = Platz, Sp = Spiele, S = Siege, U = Unentschieden, N = Niederlagen Erläuterungen: Spiele um den 1. bis 4. Platz, Spiel um den 5. Platz, Spiel um den 7. Platz |             |     |   |   |   |         |       |        |

|                                                                |   |             |           |
| So., 29. August 2021, 16:30 Uhr (9:30 Uhr MESZ)                |   |             |           |
| Argentinien                                                    | – | Marokko     | 2:1 (2:1) |
| Tore: 1:0 Espinillo (3.), 1:1 Snisla (9.), 2:1 Espinillo (15.) |   |             |           |
| So., 29. August 2021, 19:30 Uhr (12:30 Uhr MESZ)               |   |             |           |
| Spanien                                                        | – | Thailand    | 1:0 (0:0) |
| Tore: 1:0 Martin (40.)                                         |   |             |           |
| Mo., 30. August 2021, 16:30 Uhr (9:30 Uhr MESZ)                |   |             |           |
| Thailand                                                       | – | Marokko     | 0:2 (0:2) |
| Tore: 0:1 Snisla (6.), 0:2 Snisla (20.)                        |   |             |           |
| Mo., 30. August 2021, 19:30 Uhr (12:30 Uhr MESZ)               |   |             |           |
| Spanien                                                        | – | Argentinien | 0:2 (0:1) |
| Tore: 0:1 Espinillo (8.), 0:2 Espinillo (40.)                  |   |             |           |
| Di., 31. August 2021, 16:30 Uhr (9:30 Uhr MESZ)                |   |             |           |
| Argentinien                                                    | – | Thailand    | 3:0 (2:0) |
| Tore: 1:0 Espinillo (13.), 2:0 Deldo (20.), 3:0 Veliz (38.)    |   |             |           |
| Di., 31. August 2021, 19:30 Uhr (12:30 Uhr MESZ)               |   |             |           |
| Marokko                                                        | – | Spanien     | 1:1 (1:0) |
| Tore: 1:0 Snisla (18.), 1:1 Martin (30.)                       |   |             |           |

## Finalrunde
| Halbfinale       | Halbfinale  | Halbfinale |    |             | Finale           | Finale   | Finale   |
|                  |             |            |    |             |                  |          |          |
| A2               | China       | 0          |    |             |                  |          |          |
| B1               | Argentinien | 2          |    |             | Endspiel         | Endspiel | Endspiel |
|                  |             |            | B1 | Argentinien | 0                |          |          |
|                  |             |            |    | A1          | Brasilien        | 1        |          |
| A1               | Brasilien   | 1          |    |             |                  |          |          |
| B2               | Marokko     | 0          |    |             |                  |          |          |
|                  |             |            |    |             | Spiel um Platz 3 |          |          |
|                  |             |            |    |             | A2               | China    | 0        |
| B2               | Marokko     | 4          |    |             |                  |          |          |
|                  |             |            |    |             |                  |          |          |
| Spiel um Platz 5 |             |            |    |             |                  |          |          |
| A3               | Japan       | 1          |    |             |                  |          |          |
| B3               | Spanien     | 0          |    |             |                  |          |          |
|                  |             |            |    |             |                  |          |          |
| Spiel um Platz 7 |             |            |    |             |                  |          |          |
| A4               | Frankreich  | 2          |    |             |                  |          |          |
| B4               | Thailand    | 3          |    |             |                  |          |          |
|                  |             |            |    |             |                  |          |          |

### Spiel um den 7. Platz
|                                                                                           |   |          |           |
| 2. September 2021 um 9:00 Uhr (2:00 Uhr MESZ)                                             |   |          |           |
| Frankreich                                                                                | – | Thailand | 2:3 (0:2) |
| Tore: 0:1 Buadee (9.), 0:2 Kupan (17.), 0:3 Kupan (27.), 1:3 Youme (29.), 2:3 Youme (31.) |   |          |           |

### Spiel um den 5. Platz
|                                                |   |         |           |
| 2. September 2021 um 11:30 Uhr (4:30 Uhr MESZ) |   |         |           |
| Japan                                          | – | Spanien | 1:0 (1:0) |
| Tor: 1:0 Kuroda (20.)                          |   |         |           |

### Halbfinale
|                                                 |   |             |           |
| 2. September 2021 um 16:30 Uhr (9:30 Uhr MESZ)  |   |             |           |
| China                                           | – | Argentinien | 0:2 (0:2) |
| Tore: 0:1 Espinillo (18.), 0:2 Espinillo (22.)  |   |             |           |
| 2. September 2021 um 19:30 Uhr (12:30 Uhr MESZ) |   |             |           |
| Brasilien                                       | – | Marokko     | 1:0 (0:0) |
| Tor: 1:0 Berka (28., Eigentor)                  |   |             |           |

### Spiel um den 3. Platz
|                                                                            |   |         |           |
| 4. September 2021 um 11:30 Uhr (4:30 Uhr MESZ)                             |   |         |           |
| China                                                                      | – | Marokko | 0:4 (0:3) |
| Tore: 0:1 Snisla (4.), 0:2 Snisla (8.), 0:3 Snisla (18.), 0:4 Snisla (30.) |   |         |           |

### Finale
|                                                 |   |           |           |
| 4. September 2021 um 17:30 Uhr (10:30 Uhr MESZ) |   |           |           |
| Argentinien                                     | – | Brasilien | 0:1 (0:0) |
| Tor: 0:1 Mendes (33.)                           |   |           |           |

### Medaillengewinner
| Platz | Land        | Sportler |
| ----- | ----------- | --- |
| 1     | Brasilien   | Luan de Lacerda, Cássio Lopes dos Reis, Damião Roboson de Souza, Tiago da Silva, Jeferson da Conceição, Raimundo Mendes, Jardiel Vieira Soares, Ricardo Alves, Gledson da Paixão Barros, Matheus Bumussa |
| 2     | Argentinien | Dario Lencina, Ángel Deldo, Federico Accardi, Froilan Padilla, Maximiliano Espinillo, Marcelo Panizza, Brian Pereyra, Nahuel Heredia, Nicolas Veliz, German Muleck                                       |
| 3     | Marokko     | Samir Bara, Houssam Ghilli, Imad Berka, Elhabib Ait Bajja, Zouhair Snisla, Kamal Boughlam, Said El-Mselek, Ayoub Hadimi, Abderrazak Hattab, Abdellali Ait Al Hakem                                       |

## Abschlussplatzierung
| Platz | Land        |
| ----- | ----------- |
| 1     | Brasilien   |
| 2     | Argentinien |
| 3     | Marokko     |
| 4     | VR China    |
| 5     | Japan       |
| 6     | Spanien     |
| 7     | Thailand    |
| 8     | Frankreich  |